# Agua Vermelha Reservoir
Agua Vermelha Reservoir är en reservoar i Brasilien.   Den ligger i delstaten Minas Gerais, i den södra delen av landet, 500 km sydväst om huvudstaden Brasília. Agua Vermelha Reservoir ligger 379 meter över havet.
Omgivningarna runt Agua Vermelha Reservoir är en mosaik av jordbruksmark och naturlig växtlighet. Runt Agua Vermelha Reservoir är det glesbefolkat, med 16 invånare per kvadratkilometer.